# Pagurus bouvieri
Pagurus bouvieri är en kräftdjursart som först beskrevs av Faxon 1895.  Pagurus bouvieri ingår i släktet Pagurus och familjen eremitkräftor. Inga underarter finns listade i Catalogue of Life.